# 윤증 묘소
윤증 묘소는 대한민국 충청남도 공주시 계룡면에 있다. 2010년 4월 15일 공주시의 향토문화유적 제28호로 지정되었다.

## 같이 보기
- 윤증